# حسن سبايلة (ممثل)
حسن سبايلة- ممثل ومؤلف ومخرج أردني، مواليد 1966م، له العديد من الأعمال الفنية.

## السيرة الذاتية
هو الفنان حسن إبراهيم علي السبايلة، ممثل كوميدي ومخرج أردني، مواليد عام 1966. متزوج من الفنانة "رانيا اسماعيل"، تلقى تعليمه في جامعة اليرموك، وحاز على درجة البكالوريوس في المسرح، عضو نقابة الفنانين الأردنيين، شارك ببطولة عدد من الأعمال الدرامية الأردنية ومن أبرزها (نقطة وسطر جديد، يوميات مرزوق، من الألف إلى الياء). وشارك في مسلسلات: مسلسل دبابيس زعل وخضرا( وهو سلسلة طويلة قدمها مع زوجته، وحولها أيضًا من التلفزيون إلى خشبة المسرح)، وأحلام زائفةـ كما قدم عشرات المسرحيات الكوميدية على مسارح داخل الأردن وخارجه. حصل على العديد من الجوائز في التمثيل والتأليف والإخراج عن مسرحية "كلاكيت" والتي شارك بها سبايلة في مهرجانات دولية في سوريا والعراق ومصر.

## الأعمال الفنية
للفنان حسن سبايلة العديد من الأعمال الفنية، والتي تنوع دوره فيها ما بين: التمثيل والتأليف والإخراج، ونذكر من بين هذه الأعمال:
- 2023م- مخلفات الزوابع الأخيرة، مسلسل. تمثيل
- 2022م- قرية خارج التغطية، مسلسل. تمثيل
- 2016م- هيك ومش هيك، مسلسل، تمثيل. وتأليف
- 2015م- دبابيس زعل وخضرة (ج11)، مسلسل، تمثيل. ومؤلف
- 2013م- دبابيس زعل وخضرة (ج9) ، مسلسل، تمثيل. ومؤلف
- 2010م- دبابيس زعل وخضرة (ج5) ، مسلسل، تمثيل. ومؤلف
- 2005م- إصلاح بدران يا رمضان، مسرحية، ممثل. ومخرج.
- 2005م- صراخ الدفاتر العتيقة، مسلسل، تمثيل.
- 2004م- شوهالحكي، مسلسل، تمثيل
- 2003م- نقطة وسطر جديد، مسلسل، تمثيل.
- 2000م - سألوني، برنامج
- 1999م- من الرأس إلى القدم، برنامج
- 1998م- دوائر الضياع، مسلسل، ممثل
- 1996م- يوميات مرزوق، مسلسل، تمثيل.
- 1991م- التوأم، مسلسل، تمثيل.
- 1990م- من الألف إلى الياء، مسلسل، تمثيل.
- 1988م- أحلام ملونة، مسلسل، تأليف.
- 1988م- المعصرة، مسلسل، تأليف
- أحلام زائفة ، مسلسل، تمثيل.
- الأيادي الدافئة، مسلسل، تمثيل.
- أوكازيون على شيء للبيع، مسرحية، تمثيل.
- لا وقت للحب، مسلسل، تمثيل.